# Cassetta per la manovra a mano di un deviatoio

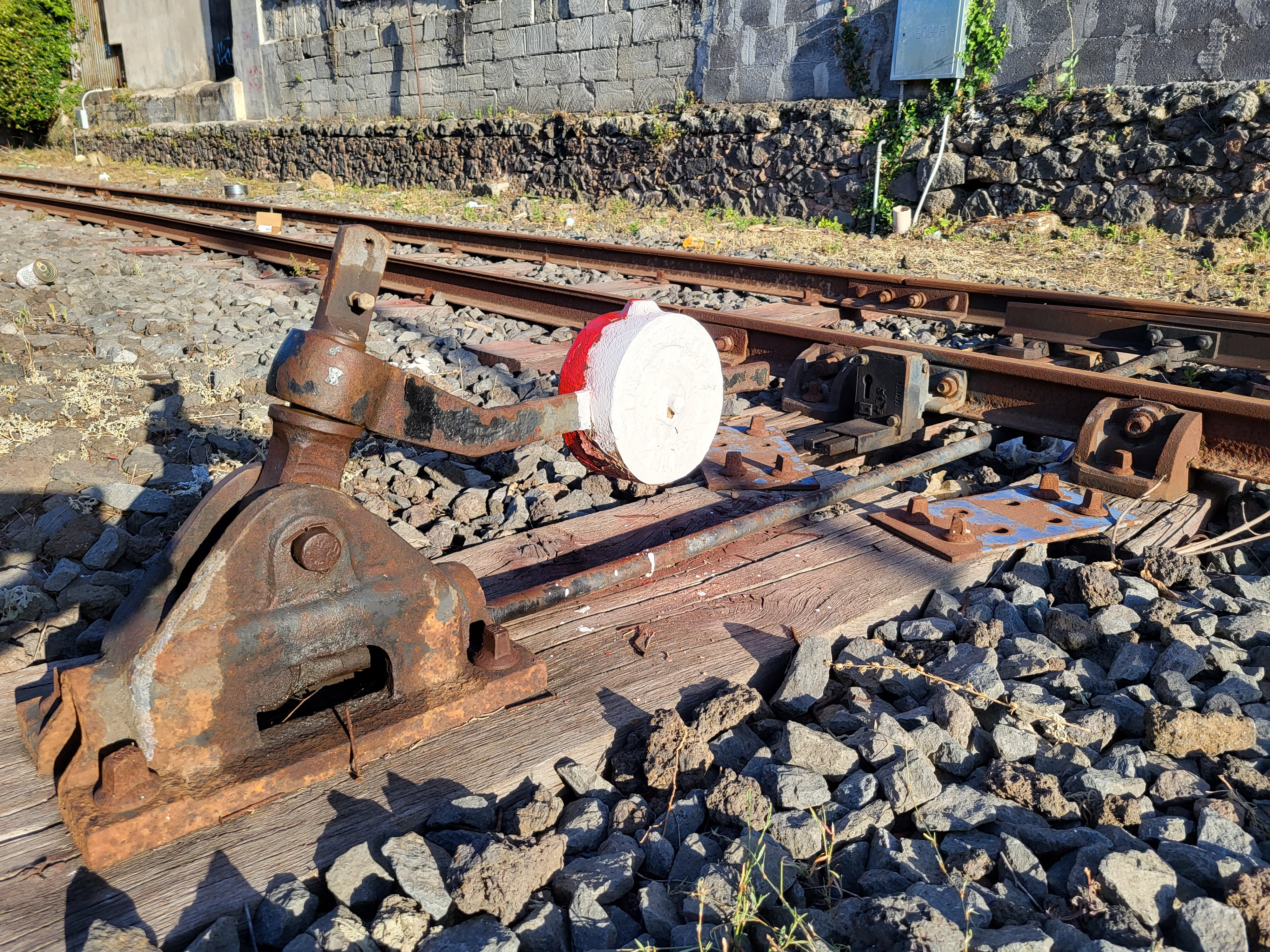
Una cassetta per la manovra a mano di un deviatoio fotografata nella stazione di Misterbianco il 6 luglio 2023 (tipo in uso sulla Ferrovia Circumetnea). A destra, verniciato in bianco e rosso, il contrappeso. Sulla traversa è visibile il tirante che collega il dispositivo al telaio degli aghi.

La cassetta per la manovra a mano di un deviatoio, nella regolamentazione tecnica delle ferrovie italiane, è un dispositivo per la manovra a mano di un deviatoio. Nel gergo tecnico dei ferrovieri italiani è frequente, specialmente nel nord d'Italia, l'uso del termine macaco, probabilmente derivato dalla ragione sociale McCann & Co. (secondo altri McCahn & Co.) di una delle prime fabbriche che nell'Ottocento fornirono questi apparati alle società ferroviarie italiane. Nel Lazio il termine gergale più diffuso è caciotta, forse usato dapprima per il contrappeso e poi esteso all'intero dispositivo; nella Sicilia orientale è diffuso il termine mazza.
Componente essenziale per questo tipo di apparecchi di deviazione, tramite le leve connesse al telaio degli aghi ne comanda il cambio di posizione, definendo quindi la direzione della marcia dei treni e delle manovre
.

## Descrizione

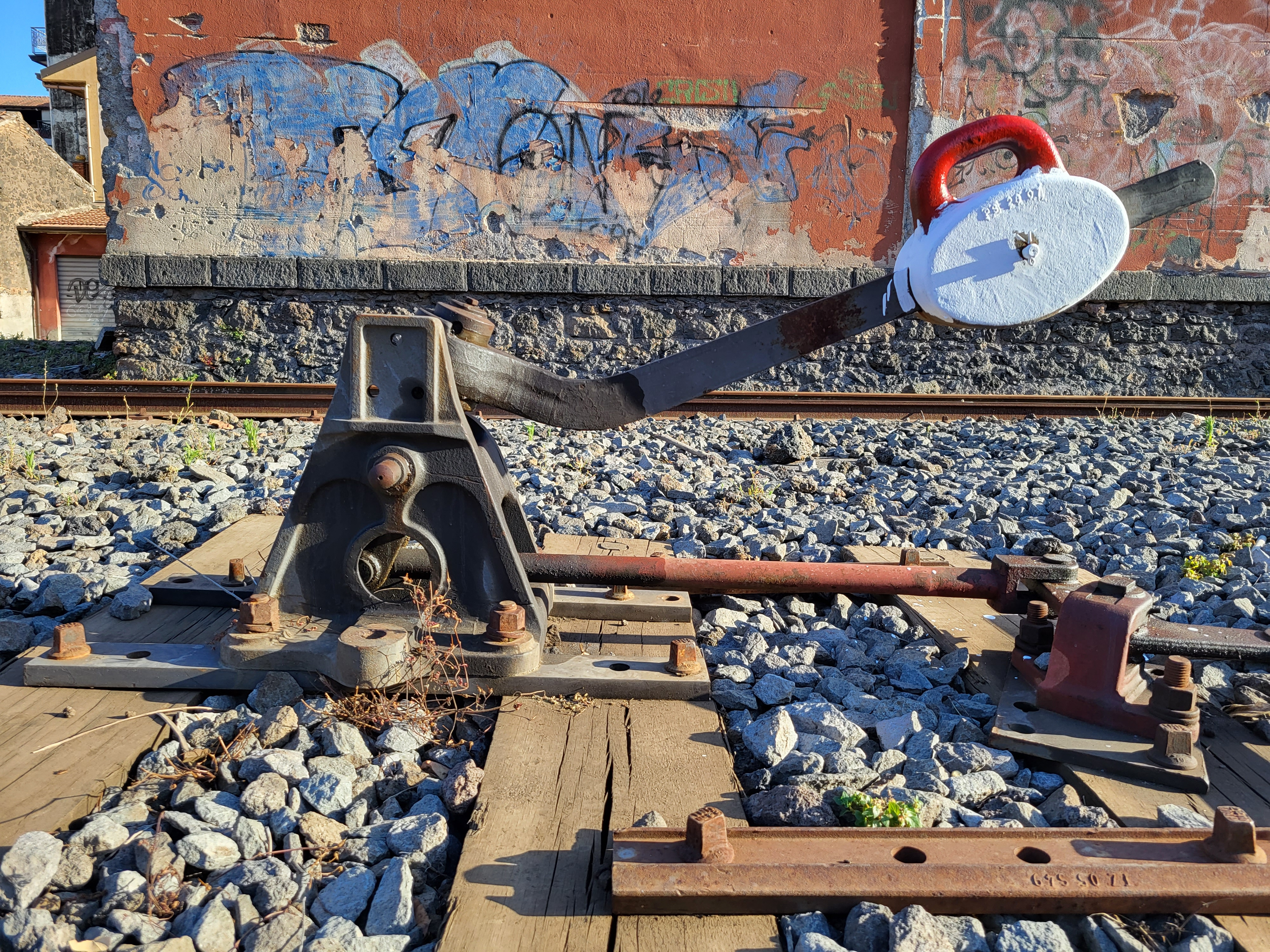
Vista laterale del dispositivo fotografato nella stazione di Misterbianco il 6 luglio 2023. È visibile il raccordo a manovella che permette la manovra.

La cassetta di manovra è costituita da una leva di primo genere collegata al telaio degli aghi tramite un tirante. L'estremità libera della leva termina in un contrappeso con impugnatura. Tramite un raccordo a manovella essa può essere portata in due posizioni di riposo, l'una opposta all'altra, corrispondenti alle due disposizioni del telaio degli aghi e, quindi, agli itinerari di corretto tracciato e di inserimento sul ramo deviato dei veicoli che impegnano il deviatoio.
La manovra viene eseguita dal ferroviere (denominato "deviatore") sfruttando la propria forza muscolare. Una volta ruotato il braccio della leva e assicuratosi che gli aghi siano nella posizione prevista per il transito dei veicoli, il ferroviere resta a sorvegliare per accertarsi che le vibrazioni impresse al deviatoio dal transito non spostino gli aghi (ossia che il deviatoio sia "bloccato" nella posizione desiderata). Per garantire il bloccamento la cassetta è dotata di fori nei quali viene inserita un'asticciola che impedisce al tirante di manovra di spostarsi. A questo accorgimento si aggiunge il fermadeviatoio, una serratura che blocca il telaio degli aghi dopo la manovra, la cui chiave viene consegnata, prima delle operazioni di manovra descritte, dal capostazione o da un altro ferroviere di pari funzione al manovratore. Questi, terminate le operazioni di sua competenza, la restutisce al capostazione o al suo incaricato.

## Limitazioni

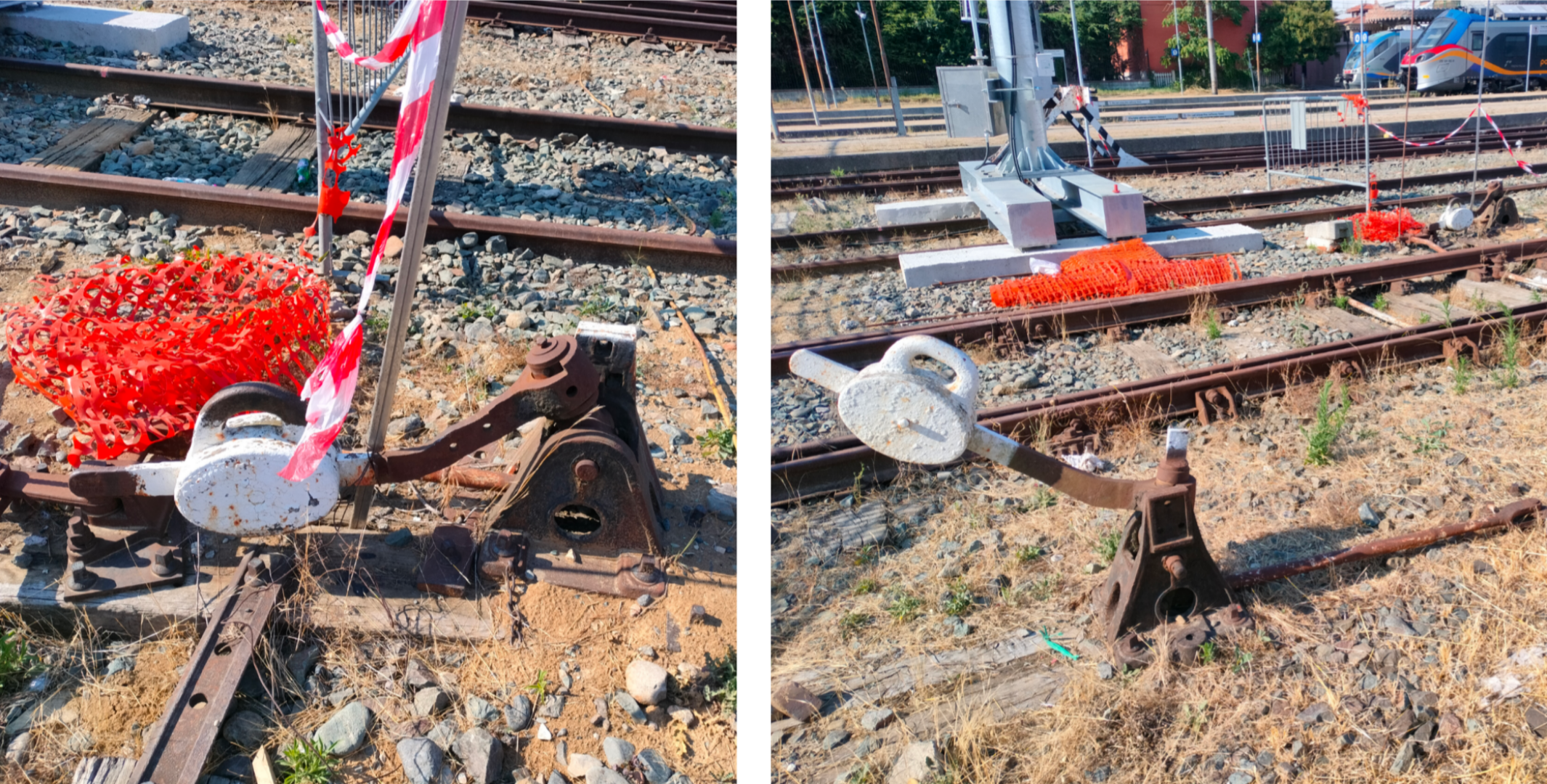
Due diverse posizioni del contrappeso.

Fin dall'Ottocento la crescente complessità degli impianti ferroviari col conseguente aumento del numero dei deviatoi e, pertanto, dei ferrovieri incaricati del loro azionamento pose il problema, per garantire l'efficienza del servizioe la sicurezza del personale, di raggruppare i dispositivi di azionamento in uno o più punti dell'impianto.
Per far ciò si dovette affrontare il problema del comando a distanza dei deviatoi, che si risolse dapprima tramite trasmissioni meccaniche (con barre o con cavi condotti da pulegge). Tuttavia, l'impossibilità di azionare deviatoi collocati, in media, a un centinaio di metri dal posto di comando spinse a studiare sistemi di azionamento a distanza basati su motori idraulici (azionamenti a fluido, come l'Apparato Centrale Idrodinamico ideato da Riccardo Bianchi) e poi elettrici (azionamenti elettromeccanici)
Conseguentemente il numero dei deviatoi azionati a mano andò via via diminuendo, compatibilmente con la disponibiltà delle risorse finanziarie necessarie per la sostituzione con gli azionamenti a fluido o elettromeccanici.
Nelle reti ferroviarie dell'Italia e dei Paesi più sviluppati all'inizio del XXI secolo rimangono con azionamento manuale soltanto i deviatoi che devono essere impegnati a bassissima velocità, come quelli degli impianti di manutenzione dei rotabili (in cui la circolazione si svolge "a vista" e il macchinista riceve i comandi dai manovratori a terra) o dei raccordi industriali (in cui il macchinista assolve anche i compiti del deviatore)